# Werelderfgoed in Ethiopië
Tot het Werelderfgoed in Ethiopië behoren negen Werelderfgoederen. Het eerste Werelderfgoed werd in 1978 ingeschreven.

## Werelderfgoederen

### Actuele Werelderfgoederen
Deze lijst toont de elf Werelderfgoederen in Ethiopië in chronologische volgorde (C – Cultuurerfgoed; N – Natuurerfgoed).
| Naam                                 | Jaar | Soort | Beschrijving | Afbeelding |
| ------------------------------------ | ---- | ----- | ------------ | ---------- |
| Rotskerken van Lalibela              | 1978 | C     |              |            |
| Nationaal park Simien                | 1978 | N     |              |            |
| Fasil Ghebbi                         | 1979 | C     |              |            |
| Aksum                                | 1980 | C     |              |            |
| Dal van de benedenloop van de Awash  | 1980 | C     |              |            |
| Dal van de benedenloop van de Omo    | 1980 | C     |              |            |
| Tiya                                 | 1980 | C     |              |            |
| Harar Jugol, historische vestingstad | 2006 | C     |              |            |
| Cultuurlandschap van Konso           | 2011 | C     |              |            |
| Cultuurlandschap van de Gedeo        | 2023 | C     |              |            |
| Nationaal park Bale Mountains        | 2023 | N     |              |            |

### Als Werelderfgoed genomineerde objecten
In de voorlopige lijst van de UNESCO worden objecten ingeschreven, die naar het inzicht van de betreffende regering potentieel voor de erkenning als Werelderfgoed in aanmerking komen. Dit zegt niets over de eventuele daadwerkelijke succesvolle inschrijving op de lijst. Tegenwoordig (2023) zijn op de lijst zeven objecten uit Ethiopië ingeschreven.
| Naam                                                                             | Jaar | Soort | Beschrijving | Afbeelding |
| -------------------------------------------------------------------------------- | ---- | ----- | ------------ | ---------- |
| Religieuze, culturele en historische sites van Dirre Sheikh Hussein              | 2011 | C     |              |            |
| Holqa Sof Omar: natuurlijk en cultureel erfgoed (Sof Omar: grotten van mysterie) | 2011 | C/N   |              |            |
| Heilige landschappen van Tigray                                                  | 2018 | C     |              |            |
| Melka Kunture en Balchit                                                         | 2020 | C/N   |              |            |
| Cultuurlandschap van Yeha                                                        | 2020 | C     |              |            |
| Kloostereilanden in het Tanameer en aangrenzende moerasgebieden                  | 2021 | C/N   |              |            |
| Nationaal park Simien                                                            | 2023 | N     |              |            |

## Objecten voorheen op de Kandidatenlijst
Deze objecten werden van de voorlopige lijst verwijderd en door nieuwe vervangen.
| Naam                           | Jaar        | Soort | Beschrijving | Afbeelding |
| ------------------------------ | ----------- | ----- | ------------ | ---------- |
| Nationaal park Abijatta-Shalla | 1979 - 1981 | N     |              |            |